# Milly Alcock
Amelia May Alcock (nascuda l'11 d'abril de 2000) és una actriu australiana, coneguda per les seues aparicions a Janet King, A Place to Call Home, Fighting Season, Pine Gap, Les Norton, The Gloaming i Reckoning. També va aparéixer a Upright i com a Rhaenyra Targaryen de jove a la sèrie de televisió de HBO House of the Dragon.

## Primers anys
Alcock va néixer l'11 d'abril de 2000 i es va criar a Sydney, Nova Gal·les del Sud, Austràlia. La seua primera aparició a la televisió va ser a Wonderland el 2014. Altres treballs primerencs van incloure interpretar a Isabella Barrett a High Life, interpretar a Cindi Jackson a la tercera temporada de Janet King (ambdues del 2017) i aparéixer en anuncis de televisió per a NBN, Cadbury, KFC i Woolworths.

## Carrera
Va assistir a la Newtown High School of the Performing Arts de Sydney, però va abandonar per dedicar-se a un paper a Upright, on interpreta a una adolescent fugitiva anomenada Meg. Alcock també va ser nominada a la millor intèrpret de comèdia, però va perdre davant la seua coprotagonista d'Upright Tim Minchin.
El 2021, Alcock va aconseguir un paper recurrent com la jove princesa Rhaenyra Targaryen, una genet de dracs de pura sang valyriana, a House of the Dragon, una sèrie preqüela de Game of Thrones, que es va estrenar el 21 d'agost de 2022.
Alcock va estar a Queensland per al rodatge de la segona temporada d'Upright el març de 2022.
Al gener de 2024, es va anunciar que havia estat seleccionada per interpretar Kara Zor-El / Supergirl a les properes pel·lícules del DC Universe, i tindrà la seua pròpia pel·lícula. Protagonitzarà al costat de Julianne Moore i Meghann Fahy la sèrie limitada de comèdia negra de Netflix Sirens.